# Kepler-440
Kepler-440 é uma estrela localizada a uma distância de cerca de 851 anos-luz (261 parsecs) a partir da Terra. Um planeta orbitando Kepler-440, o Kepler-440b, foi descoberto pelo telescópio espacial Kepler da NASA usando o método de trânsito, quando o efeito de escurecimento que faz um planeta como ele quando cruza em frente da sua estrela é medido. A NASA anunciou a descoberta do exoplaneta em 6 de janeiro de 2015.

## Sistema planetário
Em 2015 foi anunciado durante uma reunião da AAS a descoberta de um planeta extrassolar, o Kepler-440b, orbitando em torno desta estrela. O planeta foi descoberto pela sonda Kepler.